# Wadalite
La wadalite (simbolo IMA: Wdl) è un minerale ed è un raro nesosilicato appartenente all'omonimo gruppo con la composizione chimica idealizzata Ca12Al3+10Si4O32Cl6. Cristallizza nel sistema cristallino cubico con la struttura della mayenite.
L'aspetto è molto simile a quello dell'idrogrossularia alla quale è spesso intimamente associata.
Questo minerale è stato anche prodotto artificialmente.

## Etimologia e storia
Dall'inizio del XX secolo, è noto un alluminato di calcio cubico con composizione 5CaO • 3Al2O3. Poiché gli alluminati di calcio sono composti importanti del clinker di cemento, da allora sono stati studiati intensamente.
La struttura di questo composto è stata chiarita nel 1936 da W. Büssem e A. Eitel presso la Società Kaiser Wilhelm per la ricerca sui silicati di Berlino-Dahlem. Nel corso della delucidazione della struttura, hanno corretto la composizione in 12CaO • 7Al2O3.
L'equivalente sintetico della wadalite, un clorosilicato con la struttura 12CaO • 7Al2O3 determinata da Büssem e Eitel, è stato descritto nel 1988, prima che Tsukimura e collaboratori scoprissero il minerale wadalite in uno xenolite skarn di un'andesite a Tadano vicino a Kōriyama nella prefettura di Fukushima, in Giappone,. Descrissero la struttura per analogia con la struttura del granato, e la wadalite fu quindi a lungo assegnata al gruppo del granato. La wadalite prende il nome dal mineralogista giapponese Tsunashirō Wada, il primo direttore generale del Servizio geologico del Giappone, che aveva reso servizi eccezionali alla mineralogia moderna in Giappone.
Nel 1995, Glasser sottolineò ancora una volta le differenze nelle strutture della wadalite e del granato, e le attuali classificazioni classificano il granato e la wadalite in diversi gruppi di minerali.
Negli anni che seguirono, furono trovati altri minerali con la struttura della mayenite, e le definizioni del gruppo e dei minerali furono riviste da E.V. Galuskina e collaboratori.

## Classificazione
L'attuale classificazione dell'Associazione Mineralogica Internazionale (IMA) colloca la wadalite nel supergruppo della mayenite, dove forma il gruppo wadalite con più di 4 Cl e 2 Si per unità di formula insieme all'adrianite e al suo analogo Fe3+ eltyubyuite.
Nella Sistematica dei lapis (Lapis-Systematik) di Stefan Weiß il minerale si trova nella classe dei "silicati e germanati" e lì nella sottoclasse dei "nesosilicati con gruppi [SiO4]", dove la wadalite insieme ad almandino, andradite, calderite, eltyubyuite, eringaite, goldmanite, grossularia, henritermierite, holtstamite, hutcheonite, hydrougrandite, irinarassite, jeffbenite, katoite, kerimasite, kimzeyite, knorringite, majorite, menzerite-(Y), momoiite, morimotoite, piropo, schorlomite, spessartina, toturite e uvarovite con le quali forma il "Gruppo dei granati" con il Sistema nº VIII/A.08.
Anche la 9ª edizione della sistematica minerale di Strunz, aggiornata l'ultima volta dall'Associazione Mineralogica Internazionale (IMA) nel 2024, classifica la wadalite nella classe dei "nesosilicati". Questo viene ulteriormente suddiviso in base all'eventuale presenza di altri anioni e alla coordinazione dei cationi coinvolti, in modo che il minerale sia classificato in base alla sua composizione nella suddivisione "Nesosilicati senza anioni aggiuntivi; cationi in coordinazione [6] e/o maggiore" dove, insieme ad almandino, andradite, calderite, goldmanite, grossularia, henritermierite, hibschite, holtstamite, katoite, kimzeyite, knorringite, majorite, momoiite, morimotoite, piropo, schorlomite, spessartina e uvarovite forma il "gruppo del granato" col sistema nº 9.AD.25.
Tale classificazione viene mantenuta invariata anche nell'edizione successiva, proseguita dal database "mindat.org" e chiamata Classificazione Strunz-mindat.
La classificazione dei minerali Dana, utilizzata principalmente nel mondo anglosassone, classifica la wadalite nella classe dei "silicati e germanati" e lì nella sottoclasse dei "minerali nesosilicati". Qui è l'unico membro del gruppo senza nome 51.04.05 all'interno della suddivisione "Nesosilicati: gruppi SiO4 solo con cationi in coordinazione [6] e/o maggiore".

## Chimica
La wadalite con la composizione idealizzata {\displaystyle {\ce {^{[X]}Ca_{12}\,^{[T]}(Al_{10}^{3+}Si_4)O_{32}\,^{[W]}Cl_6}}} è l'analogo del silicio-cloro della clormayenite {\displaystyle \mathrm {(^{[X]}Ca_{12}\,^{[T]}Al_{14}^{3+}O_{32}\,^{[W]}[Cl_{2}\Box _{4}])} }, dove {\displaystyle {\ce {[X], [T]}}} e {\displaystyle {\ce {[W]}}} sono le posizioni nella struttura della mayenite.
La composizione dei cristalli zonati a settori della località tipo differisce leggermente nei settori:
- {21-1}: {\displaystyle {\ce {^{[X]}Ca_{12,01}\,^{[T]}(Al^{3+}_{7,88}Fe^{3+}_{0,99}Si_{4,51}Ti_{0,05}Mg_{0,56})O_{32,22}\,^{[W]}Cl_{5,55}}}}
- {211}: {\displaystyle {\ce {^{[X]}Ca_{12,05}\,^{[T]}(Al^{3+}_{8,42}Fe^{3+}_{0,85}Si_{4,20}Ti_{0,04}Mg_{0,44})O_{32,19}\,^{[W]}Cl_{5,38}}}}

La carenza di cloro indica la formazione di cristalli misti con la clormayenite, corrispondente alla reazione di scambio:
- {\displaystyle \mathrm {^{[T]}Si^{4+}+^{[W]}Cl^{-}=^{[T]}Al^{3+}+^{[W]}\Box } \,\,\,\,\,\,}, (clormayenite).[21]

Il contenuto di Fe3+ è determinato dalla mescolanza di eltyubyuite secondo la reazione di scambio:
- {\displaystyle {\ce {^{[T]}Al^{3+}= \,^{[T]}Fe^{3+}}}} (eltyubyuite)

e il contenuto di magnesio insieme all'eccesso di silicio (Si) sono dovuti a una formazione di cristalli misti con l'analogo Mg-Si adrianite {\displaystyle {\ce {(^{[X]}Ca_{12}\,^{[T]}(Mg_5^{2+}Si^{4+}_9)O_{32}\,^{[W]}Cl^{-}_6)}}} corrispondente alla reazione di scambio:
- {\displaystyle {\ce {2\,^{[T]}Al^{3+}= \,^{[T]}Mg^{2+}\,+ \,^{[T]}Si^{4+}}}}

Un cristallo misto con un'alta percentuale di adrianite {\displaystyle {\ce {(^{[X]}Ca_{12}\,^{[T]}(Al^{3+}_4Mg_3^{2+}Si^{4+}_7)O_{32}\,^{[W]}Cl^{-}_6)}}} è stato rilevato nel meteorite Allende.

## Abito cristallino
La wadalite cristallizza con simmetria cubica nel gruppo spaziale I43d (gruppo nº 220) con 2 unità di formula per cella unitaria. Il cristallo misto naturale della località tipo ha il parametro reticolare a = 12,001 Å. Per la wadalite sintetica, è stato misurato a = 11,981 Å.
La struttura è quella della clormayenite. L'alluminio (Al3+) e il silicio (Si4+) occupano le posizioni {\displaystyle {\ce {Z}}} tetraedriche circondate da 4 ioni ossigeno. Ognuna di queste gabbie è occupata da due ioni calcio (Ca2+) irregolarmente circondati da 6 ossigeni. Nel loro centro tra gli ioni calcio, le gabbie contengono uno ione cloro (Cl-).
La wadalite è stata trovata sotto forma di grani cristallini fino a 200 µm

## Origine e giacitura
La wadalite forma metamorfismo di contatto negli skarn a bassa pressione e ad alte temperature durante la trasformazione dei silicati di calcio e alluminio da parte di un fluido ricco di cloro. Altri ritrovamenti includono clinker di silicato di calce proveniente da cumuli di carbone bruciato e inclusioni di calcio-alluminio nelle condriti.

### Skarn
La località tipo della wadalite è un'inclusione metamorfica di skarn di contatto (xenolite) da un'andesite vicino a Tadano, nei pressi di Kōriyama nella prefettura di Fukushima, in Giappone. La wadalite, insieme a wollastonite, calcite, katoite, andradite, thaumasite, tobermorite e xonotlite, si trova qui nell'area marginale degli xenoliti, al confine con il nucleo di minerali nominalmente anidri (wollastonite, grossularia, andradite, gehlenite e idrossiapatite-hydroxylellestadite-cristalli misti). La wadalite si è formata qui dalla reazione della gehlenite con un fluido ricco di cloro. La zonazione settoriale indica una rapida crescita dei cristalli lontano dall'equilibrio chimico. Con un processo inverso, la wadalite è stata trasformata in katoite dal bordo e lungo le fessure.
Nella miniera La Negra vicino a Maconi (nei pressi di Cadereyta, Messico), la wadalite si trova nella regione di contatto di una diorite con calcare insieme a spurrite e rustumite ed è stata parzialmente convertita in idrogrossulare.
Negli xenoliti della leucite-tefrite del vulcano Bellerberg vicino a Ettringen e Mayen nell'Eifel vulcanico in Renania-Palatinato, Germania, la wadalite ricca di ferro si trova insieme a gehlenite, cuspidina, ellestadite, fluorite, ettringite, gesso e reinhardbrownsite.
Altri casi negli skarn sono gli xenoliti calcosilicati della caldera di Chegem nella Repubblica caucasica settentrionale di Cabardino-Balcaria in Russia.

### Meteorite
Nel meteorite Allende, la wadalite è stata trovata in inclusioni ricche di calcio-alluminio (CAI) insieme a wollastonite, grossularia, monticellite, anortite e åkermanite. Si pensa che la wadalite si sia formata durante la conversione di åkermanite e anortite o grossularia da parte di un fluido contenente cloro.

### Clinker pirometamorfico proveniente da scarti di carbone
La wadalite è stata trovata insieme a kumtyubeite, oldhamite e jasmundite in un nodulo di clinker di silicato di calce proveniente dagli scarti esauriti della miniera di carbone di Kalinin nel bacino del Donbass, in Ucraina.
Cristalli misti di clormayenite-wadalite sono stati rilevati in aggregati granulari di fluorellestadite e cuspidina nel cumulo di scorie della miniera di Baturinskaya-Vostochnaya-1-2.
Un evento simile è il cumulo di sterili bruciati delle miniere di carbone nel bacino carbonifero di Rosice-Oslavany, nel distretto di Brno-venkov nella Repubblica Ceca.

## Forma in cui si presenta in natura
La wadalite è da trasparente a traslucida e sviluppa solo piccoli cristalli lucidi come il vetro, da grigio scuro a nero o da incolori a giallo lime di dimensioni fino a un millimetro. La forma cristallina è dominata dal triacistetraedro {211}.